# G album -24/7-
『G album - 24/7 -』（ジー・アルバム トゥエンティー・フォー・セヴン）は、KinKi Kidsの7枚目のオリジナル・アルバム。2003年10月22日発売。発売元はジャニーズ・エンタテイメント。

## 概要
通算7枚目のオリジナル・アルバム。
それまで、デビューアルバム『A album』のAからアルファベットをタイトルの冠にしてきたが、本作は初めて別にサブタイトルが付けられた。このサブタイトル『24/7』には、24Hours（24時間）, 7Days（7日間＝1週間）で“いつも、いつまでも”という意味や、24という本作発売当時の2人の年齢、7は本作が7枚目のオリジナルアルバムということが掛け合わされている。収録曲の歌詞中にも、24と7という数字が登場し、ある種本作の1つのコンセプトともなっている。このサブタイトルを用いて、KinKi Kidsが視力検査のパロディーを演じたコント仕立てのCMも製作されている。
初回盤“BLACK”仕様は、豪華ブックレット付き。通常盤“WHITE”は通常盤仕様のブックレットのほか、メンバーによるライナーノーツ付きという初めての試みがされている。また、この2つの盤は単なるジャケットの色違いだけでなく、通常盤には初回盤と異なり、ジャケットにはKinKi Kidsが写っていないという違いもある。シングルとは違い、内容の相違はない。
同年リリースしたシングル3枚のA面を全て収録しているが、『永遠のBLOODS』はバージョン違いであり、両A面シングル『心に夢を君には愛を／ギラ☆ギラ』は『心に夢を君には愛を』のみの収録になっている。
KinKi Kidsのアルバムとしては、本作でのみソロ曲が2曲ずつ収録されており、光一と剛どちらとも1曲は自作曲で、もう1曲は提供曲である。

## 収録曲
※ シングル曲の解説は各シングルのページを参照。
| #         | タイトル                                        | 作詞       | 作曲                                                           | 編曲                                                                                        | 時間  |
| --------- | ----------------------------------------------- | ---------- | -------------------------------------------------------------- | ------------------------------------------------------------------------------------------- | ----- |
| 1.        | 「Bonnie Butterfly」                            | 井手コウジ | 井手コウジ                                                     | 米光亮、井手コウジ                                                                          | 4:21  |
| 2.        | 「永遠のBLOODS (G-mix)」                        | 浅田信一   | 堂島孝平                                                       | ha-j / ストリングスアレンジ: 村山達哉                                                       | 5:01  |
| 3.        | 「Destination」                                 | Gajin      | Gajin                                                          | DANCE☆MAN / ブラスアレンジ: 川松久芳                                                        | 4:51  |
| 4.        | 「世界中のみんなで･･･。」                       | 周水       | 周水                                                           | Fredrik Hult、Ola Larsson / コーラスアレンジ: 知野芳彦                                      | 4:43  |
| 5.        | 「黒い朝・白い夜」(歌: 堂本剛)                  | 堂島孝平   | 堂島孝平                                                       | 知野芳彦                                                                                    | 4:28  |
| 6.        | 「消えない悲しみ 消せない記憶」(歌: 堂本光一)   | 堂本光一   | 堂本光一                                                       | 佐藤泰将                                                                                    | 4:34  |
| 7.        | 「薄荷キャンディー」                            | 松本隆     | Fredrik Hult、Ola Larsson、Öystein Grindheim、Henning Harturng | Fredrik Hult、Ola Larsson、Öystein Grindheim、Henning Harturng / コーラスアレンジ: 三谷泰弘 | 4:35  |
| 8.        | 「Another Christmas」                           | 久保田洋司 | Larry Forsberg、Sven-Inge Sjoberg、Lennart Wasttesson          | ha-j / コーラスアレンジ: 知野芳彦                                                           | 4:39  |
| 9.        | 「Virtual Reality」(歌: 堂本光一)               | double S   | 松本良喜                                                       | 松本良喜                                                                                    | 5:14  |
| 10.       | 「ORANGE」(歌: 堂本剛)                          | 堂本剛     | 堂本剛                                                         | 吉田建 / ストリングスアレンジ: 斎藤ネコ                                                     | 5:58  |
| 11.       | 「停電の夜には －On the night of a blackout－」 | 秋元康     | Mats MP Persson、Christer Schill                               | Mats MP Persson / コーラスアレンジ: 三谷泰弘                                                | 4:59  |
| 12.       | 「どらごん・ろ〜ど」                            | Satomi     | 松本良喜                                                       | 松本良喜 /ストリングスアレンジ: 村山達哉                                                    | 4:59  |
| 13.       | 「心に夢を君には愛を」                          | Satomi     | 松本良喜                                                       | 松本良喜 / ブラスアレンジ: 下神竜哉                                                         | 5:21  |
| 合計時間: | 合計時間:                                       | 合計時間:  | 合計時間:                                                      | 合計時間:                                                                                   | 63:43 |

### 楽曲解説
1. Bonnie Butterfly
今作のリードトラック。
いきなり英語詞から入るアダルトなナンバー。ラップパート、メロディー、コーラスなどを交互に歌い分けている。
後に自身の2007年のベスト・アルバム『39』にも収録されており、発売時のファン投票で12位にランクインした。また、2014年のアルバム『M album』にもセルフカバー・バージョンとして収録されている。
2. 永遠のBLOODS (G-mix)
16thシングルのアルバムバージョン。
3. Destination
編曲にダンス☆マンを迎えたディスコ風ナンバー。
後に自身の2007年のベスト・アルバム『39』にも収録されている。
4. 世界中のみんなで･･･。
反戦歌と取れる平和やその裏にある悲しみをテーマにした楽曲。
1番を剛、2番を光一、ラストのサビを2人で歌うというパート構成になっている。最後のサビは剛が主唱、光一がいわゆるハモリのパートに徹している。
自身の2007年のベスト・アルバム『39』発売時のファン投票で28位にランクインした。
5. 黒い朝・白い夜 - 堂本剛
エレクトリックギターを基調としたハードな楽曲。
6. 消えない悲しみ 消せない記憶 - 堂本光一
全編ピアノとストリングスで構成された楽曲。
2004年の光一主演の舞台『Shocking SHOCK』でも披露されている。
7. 薄荷キャンディー
18thシングル。
8. Another Christmas
タイトル通りクリスマスをテーマにしたラブソング。それまでのクリスマスをテーマにした楽曲とは違う雰囲気、ということを意識して作られた。
9. Virtual Reality - 堂本光一
この頃から光一への提供曲はどれも英語詞が多いものになっている。
10. ORANGE - 堂本剛
11. 停電の夜には －On the night of a blackout－
後に自身の2017年のベスト・アルバム『Ballad Selection』にも収録されている。
12. どらごん・ろ〜ど
ストリングス中心の構成。作詞・作曲・編曲は『心に夢を君には愛を』と同じ組み合わせである。
13. 心に夢を君には愛を
17thシングルの1曲目。

出版者　7：ブライト・ノート・ミュージック、REACTIVE SONGS INT L AB (1ST) 301、REACTIVE SONGS INT L AB (HULT) 301&REACTIVE SONGS INT L AB (W) 301（サブ出版者：ブライト・ノート・ミュージック&日音）、8：REACTIVE SONGS INTERNATIONAL AB（サブ出版者：日音）、その他全曲：ブライト・ノート・ミュージック

## 映像作品
- Bonnie Butterfly
  - KinKi KISS2 Single Selection
  - We are Øn' 39!! and U? KinKi Kids Live in DOME 07-08
  - King・KinKi Kids 2011-2012
  - KinKi Kids Concert 「Memories & Moments」
  - KinKi Kids Concert Tour 2019-2020 ThanKs 2 YOU
  - KinKi Kids O正月コンサート2021
  - P album（初回盤B）
- Destination
  - KinKi KISS2 Single Selection（初回限定盤）
  - KinKi Kids Dome Tour 2004-2005 -Font De Anniversary.-
  - KinKi Kids concert tour J
  - King・KinKi Kids 2011-2012
  - KinKi Kids Concert 2013-2014「L」
- 消えない悲しみ 消せない記憶
  - KOICHI DOMOTO LIVE TOUR 2004 1/2
- Virtual Reality
  - KOICHI DOMOTO LIVE TOUR 2004 1/2
- ORANGE
  - TSUYOSHI DOMOTO 2nd LIVE [síː] 〜FIRST LINE〜
- 停電の夜には －On the night of a blackout－
  - KinKi KISS2 Single Selection（初回限定盤）
  - We are Øn' 39!! and U? KinKi Kids Live in DOME 07-08
  - KinKi Kids Concert -Thank you for 15years- 2012-2013